# 維柳恰河
維柳恰河是俄羅斯的河流，位於堪察加半島，河道全長約27公里，發源自穆特洛夫斯基火山，河水主要來自融雪、雨水、地下水和冰川，河釦地區有溫泉。